# Reserva Estrita Natural Bichvinta-Miuseri
A Reserva Estrita Natural Bichvinta-Miuseri (em georgiano:  ბიჭვინთა-მიუსერის სახელმწიფო ნაკრძალი) é uma área protegida no distrito de Gagra e no distrito de Gudauta da Abkhazia, anteriormente região da Abkhazia na Geórgia. O objectivo principal da reserva é proteger a relíquia e a flora e fauna colonizadas de Bichvinta.